# Garland (Texas)
Pour les articles homonymes, voir Garland.
Garland est une ville américaine située au Texas, presque entièrement dans le comté de Dallas. Une petite partie est incluse dans les comtés de Collin et Rockwall. Elle compte 226 876 habitants lors du recensement des États-Unis de 2010, ce qui en fait la 12e ville de l’État.

## Toponymie
La ville est nommée en hommage au procureur général des États-Unis, Augustus Hill Garland, en 1887.

## Démographie
| Groupe            | Garland | Texas | États-Unis |
| ----------------- | ------- | ----- | ---------- |
| Blancs            | 57,5    | 70,4  | 72,4       |
| Autres            | 14,5    | 10,6  | 6,4        |
| Afro-Américains   | 14,5    | 11,9  | 12,6       |
| Asiatiques        | 9,4     | 3,8   | 4,8        |
| Métis             | 3,3     | 2,7   | 2,9        |
| Amérindiens       | 0,8     | 0,7   | 0,9        |
| Total             | 100     | 100   | 100        |
|                   |         |       |            |
| Latino-Américains | 37,8    | 37,6  | 16,7       |

Selon l’American Community Survey, pour la période 2011-2015, 52,79 % de la population âgée de plus de 5 ans déclare parler l'anglais à la maison, 35,12 % l'espagnol, 4,97 % le vietnamien, 1,35 % une langue africaine, 0,85 % une langue chinoise, 0,56 % l'arabe, 0,56 % le tagalog et 3,80 % une autre langue.
| Indicateur                             | Garland  | États-Unis |
| -------------------------------------- | -------- | ---------- |
| Personnes de moins de 5 ans            | 7,0 %    | 6,1 %      |
| Personnes de moins de 18 ans           | 28,3 %   | 22,6 %     |
| Personnes de plus de 65 ans            | 10,5 %   | 15,6 %     |
| Femmes                                 | 51,0 %   | 50,8 %     |
| Personnes par foyer                    | 3,10     | 2,64       |
| Vétérans                               | 4,2 %    | 8,0 %      |
| Personnes nées étrangères à l'étranger | 28,1 %   | 13,2 %     |
| Personnes sans assurance maladie       | 27,3 %   | 10,2 %     |
| Personnes avec un handicap             | 7,4 %    | 8,6 %      |
| Revenus annuels                        | 21 931 $ | 29 829 $   |
| Personnes sous le seuil de pauvreté    | 15,9 %   | 12,3 %     |
| Diplômés du lycée                      | 76,2 %   | 87,0 %     |
| Diplômés de l'université               | 22,5 %   | 30,3 %     |

## Source
- (en) Cet article est partiellement ou en totalité issu de l’article de Wikipédia en anglais intitulé « Garland, Texas » (voir la liste des auteurs).

1. ↑  (en) Lisa C. Maxwell, « Garland, TX », sur tshaonline.org (consulté le 1er avril 2018).
2. ↑  « U.S. Census Bureau QuickFacts: Garland city, Texas », Bureau du recensement des États-Unis (consulté le 2 août 2024)
3. ↑  (en) « Garland, TX Population - Census 2010 and 2000 », sur censusviewer.com.
4. ↑  (en) « Population of Texas - Census 2010 and 2000 », sur censusviewer.com.
5. ↑  (en) « Language spoken at home by ability to speak English for the population 5 years and over », sur factfinder.census.gov.
6. ↑  (en) « U.S. Census Bureau QuickFacts : Garland city, Texas; Juneau city and borough, Alaska; United States », sur Census Bureau QuickFacts (consulté le 12 décembre 2023).